# Sulcarius scorteus
Sulcarius scorteus là một loài tò vò trong họ Ichneumonidae.